# Gliese 581 g
Cet article concerne la planète surnommée Zarmina. Pour le prénom, voir Zarmina.
Gliese 581 g (Gl 581 g), surnommée Zarmina par son découvreur Steve Vogt d'après le prénom de sa femme, est une exoplanète à l'existence non confirmée, détectée par la méthode des vitesses radiales dans le système planétaire de l'étoile Gliese 581, une naine rouge de 0,31 masses solaires située à quelque 20,3 années-lumière (soit 6,2 pc) de la Terre, dans la constellation de la Balance. Cette découverte, annoncée le 29 septembre 2010 sur le site de la National Science Foundation, avant publication de l'article dans The Astrophysical Journal, a été réalisée, après plus d'une décennie d'observations, dans le cadre du Lick-Carnegie Exoplanet Survey, un projet de recherche financé par la NASA et la NSF et dirigé conjointement par Steven S. Vogt, professeur d'astronomie et d'astrophysique à l'Université de Californie à Santa Cruz, et par Paul Butler, de la Carnegie Institution, à l'aide du télescope Keck 1 de l'Observatoire W. M. Keck à Hawaï et du télescope de 3,6 mètres de l'ESO (avec le spectromètre HARPS) à l'observatoire de La Silla au Chili. Au mois de juillet 2014, l'existence de cet astre a été remis en cause par des chercheurs de l'université de Pennsylvanie. Après un réexamen des données astrométriques, il s'avère que les signaux attribués à Gliese 581 g auraient été confondus avec des taches solaires (qui génèrent une intense activité magnétique) sur l'étoile hôte,.

## Caractéristiques orbitales et physiques

L'orbite de Gliese 581 g est circulaire, entre celles de Gliese 581 c et de Gliese 581 d.

Si son existence était confirmée, Gliese 581 g serait la sixième planète identifiée autour de Gliese 581, et la quatrième par ordre de distance croissante à l'étoile parmi les six planètes connues dans ce système lors de sa découverte.
Détectée en même temps que Gliese 581 f dont l'existence était supposée depuis 2008, Gliese 581 g présenterait la particularité d'être, à la date de son identification, la seule exoplanète connue du système de Gliese 581 ayant une masse et un rayon semblables à ceux de la Terre à être située dans la zone habitable de l'étoile : elle orbiterait en effet à 0,146 UA de son barycentre avec Gliese 581, et sa masse est estimée entre 3,1 et 4,3 fois celle de la Terre, avec un rayon compris entre 1,3 et 1,5 fois celui de la Terre dans l'hypothèse d'une planète essentiellement rocheuse (environ un tiers plus dense que la Terre, soit de l'ordre de 7,4 g/cm3), et compris entre 1,7 et 2,0 fois le rayon terrestre dans l'hypothèse d'une planète constituée essentiellement de glace d'eau (environ 40 % moins dense que la Terre, soit de l'ordre de 3,2 g/cm3). Sa gravité de surface est estimée à environ 1,7 ou 1,1 fois celle de la Terre selon l'hypothèse d'une planète essentiellement rocheuse ou essentiellement de glace : ceci lui permettrait de retenir une atmosphère vraisemblablement plus dense que la nôtre, susceptible de maintenir en surface des températures localement clémentes par effet de serre.
Ainsi, Gliese 581 g est, à la date de sa possible détection, l'exoplanète présentant la plus forte probabilité d'abriter des formes de vie,.
| Planète                                                                         | Masse (M⊕)   | Demi-grand axe (UA)   | Période orbitale (d) | Excentricité |
| ------------------------------------------------------------------------------- | ------------ | --------------------- | -------------------- | ------------ |
|                                                                                 |              |                       |                      |              |
| Gliese 581 e                                                                    | ≥ 1,7 ± 0,2  | 0,0284533 ± 0,0000023 | 3,14867 ± 0,00039    | Fixée à 0    |
| Gliese 581 b                                                                    | ≥ 15,6 ± 0,3 | 0,0406163 ± 0,0000013 | 5,36841 ± 0,00026    | Fixée à 0    |
| Gliese 581 c                                                                    | ≥ 5,6 ± 0,3  | 0,072993 ± 0,000022   | 12,9191 ± 0,0058     | Fixée à 0    |
| Gliese 581 g*                                                                   | ≥ 3,1 ± 0,4  | 0,14601 ± 0,00014     | 36,562 ± 0,052       | Fixée à 0    |
| Gliese 581 d*                                                                   | ≥ 5,6 ± 0,6  | 0,21847 ± 0,00028     | 66,87 ± 0,13         | Fixée à 0    |
| Gliese 581 f                                                                    | ≥ 7,0 ± 1,2  | 0,758 ± 0,015         | 433 ± 13             | Fixée à 0    |
|                                                                                 |              |                       |                      |              |
| * En juillet 2014, l'existence des planètes Gliese 581 d et g a été contestée,. |              |                       |                      |              |
| Système planétaire de Gliese 581.                                               |              |                       |                      |              |

### Rotation synchrone
Gliese 581 g évoluant très près de son étoile, il est possible qu'elle soit en rotation synchrone autour d'elle. De la même façon que la Lune présente toujours la même face à la Terre, la durée du jour sidéral de Gliese 581 g serait alors exactement égale à la durée de son année, ce qui implique que la même face de la planète soit en permanence exposée à la lumière de l'étoile, l'autre moitié connaissant dans ce cas une nuit perpétuelle,. L'inclinaison de l'axe de cette planète serait alors rigoureusement nulle, de sorte qu'il n'y aurait aucune saison sur cet astre.

### Températures

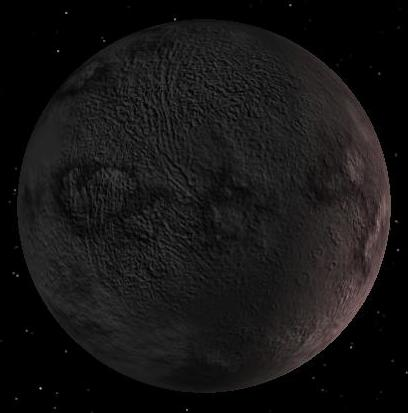
Gliese 581 g avec le programme Celestia.

La température d'équilibre global de Gliese 581 g, hors effet de serre atmosphérique, a été estimée entre 209  et   228 K (soit de −64 à −45 °C), pour un albédo de Bond (réflectivité globale) compris respectivement entre 0,5 et 0,3 ; la seconde valeur étant typique des planètes telluriques du Système solaire interne. Si l'on tient compte d'un effet de serre atmosphérique comparable à celui de l'atmosphère terrestre — bien qu'à ce jour la présence d'une atmosphère sur Gliese 581 g n'ait pas été établie — la température de surface se situerait plutôt entre 236  et   261 K (soit de −37 à −12 °C),. Enfin, si, comme on peut légitimement le supposer, Gliese 581 g possède une atmosphère plus épaisse que celle de la Terre en raison de sa gravité de surface plus élevée due à sa masse trois à quatre fois supérieure, alors l'effet de serre pourrait y être encore plus intense et conduire à des températures encore plus élevées. 

À titre d'exemple, l'effet de serre observé dans l'atmosphère de Vénus, près de cent fois plus massive que la nôtre, conduit à des températures supérieures de plus de 400 °C à la température d'équilibre de Vénus, contre seulement 33 °C pour l'atmosphère de la Terre.
Par ailleurs, Gliese 581 g étant, si elle existe, probablement en rotation synchrone autour de Gliese 581, cette planète présenterait toujours la même face à son étoile, qui semblerait fixe dans le ciel, de sorte que la température de surface pourrait en fait varier entre un maximum torride au point subsolaire et un minimum glacial au point opposé, avec une zone tempérée le long du terminateur ; cette configuration parait cependant d'autant moins vraisemblable que l'atmosphère de cette planète serait épaisse, comme l'illustre l'exemple de Vénus, dont la rotation très lente n'entraine malgré tout que de faibles variations diurnes — quelques dizaines de degrés sur près de quatre mois — en raison de l'inertie thermique de son épaisse atmosphère en super-rotation.

### Effets atmosphériques
Les modèles théoriques associés aux mondes en rotation synchrone prédisent que sous certaines conditions, les composés chimiques tels que l'eau et le dioxyde de carbone, s'ils sont présents, devraient s'évaporer sous la chaleur étouffante du côté ensoleillé et migrer vers la face nocturne et glaciale où ils pourraient se condenser pour former une calotte glaciaire. Au cours du temps, l'atmosphère pourrait entièrement être congelée sur la face nocturne de l'astre. Cependant, une atmosphère suffisamment massive pour être stable pourrait faire circuler la chaleur plus uniformément, offrant une plus grande zone habitable en surface. Par exemple, la rotation de Vénus sur son axe est approximativement 117 fois plus lente que la rotation terrestre, prolongeant les journées et les nuits. En dépit de l'inégale répartition de la lumière solaire sur des intervalles de temps de plusieurs mois, les zones non éclairées de Vénus restent presque aussi chaudes que les zones éclairées, par l'entremise de la circulation de puissants vents, à l'échelle planétaire. Des simulations ont montré qu'une atmosphère contenant un niveau approprié de gaz à effet de serre, tel que le CO2 et H2O n'a besoin que d'une atmosphère du dixième de celle de la Terre (100 millibars) pour distribuer efficacement la chaleur sur la surface nocturne de l'astre. Néanmoins, à cause de son faible flux en comparaison à celui de son étoile, les technologies actuelles ne sont pas en mesure de déterminer la composition atmosphérique ou de surface de Gliese 581 g,.

## Habitabilité
Un certain emballement médiatique a accompagné l'annonce de la découverte de Gliese 581 g — découverte qui demande encore entièrement à être confirmée. Steven Vogt s'est ainsi déclaré sûr « à 100 % » que la vie existe sur cette planète. Il a dû préciser à Associated Press que « la vie sur d'autres planètes ne signifie pas E.T. Même le plus simple micro-organisme ou l'équivalent d'une moisissure de douche ébranlerait la perception de l'unicité de la vie sur Terre ». Selon Seth Shostak, le SETI a examiné Gliese 581 g « dans l'espoir de capturer un signal radio qui aurait prouvé que quelqu'un était là », suivi par la déclaration selon laquelle « aucune transmission ne fut détectée ».

## Découverte

### Controverses à propos de la découverte
Cette détection a toutefois été discutée lors d'une communication de l'astronome Francesco Pepe de l'Observatoire de Genève, qui travaille sur le projet HARPS, dans le cadre du symposium « 276 - The Astrophysics of Planetary Systems: Formation, Structure, and Dynamical Evolution » de l'UAI à Turin (Italie) : il a en effet indiqué, le 11 octobre 2010, que cette découverte n'était pas confirmée par les données que lui et ses collègues avaient observées,,.
Selon le professeur Abel Méndez, directeur du PHL à l’UPR d’Arecibo, Gliese 581 g serait désormais la meilleure candidate pour être un monde semblable la Terre. Au cours de l'été 2012, Steven Vogt et son équipe annoncent être en train de réaliser des études plus poussées sur ce système, en tenant compte de l’hypothèse d'une orbite circulaire et non elliptique, et avancent que la probabilité pour que le signal de découverte soit faux est désormais inférieure à 4 %.

### Implications de la découverte
Les scientifiques n'ont surveillé pour la recherche d'exoplanètes qu'un nombre relativement faible d'étoiles. La détection de planètes potentiellement habitables, telles que Gliese 581 g si sa découverte est confirmée, si tôt dans le processus de recherche laisserait penser que les planètes habitables sont plus largement distribuées dans l'univers qu'elles n'étaient jusqu'alors supposées[réf. nécessaire]. Selon Vogt, cette découverte « induit une intéressante limite basse [quant à la fraction des étoiles qui ont au moins une planète potentiellement habitable], car il y a seulement 116 étoiles de type solaire ou de masse inférieure sur l'intervalle des 6,3 parsecs qui nous sépare de Gliese 581. »,. Cela préfigure ce que Vogt appelle une nouvelle ère de grandes découvertes en exo-planétologie :

« La confirmation par d'autres équipes, à l'aide d'instruments de haute précision, serait plus que la bienvenue. Mais si Gliese 581 g est confirmée par d'autres observations, le simple fait qu'une planète habitable ait été détectée dès à présent, autour d'une telle étoile voisine, suggère que « eta-Earth » pourrait être de l'ordre de quelques dizaines de pour cent, et donc que soit nous avons été incroyablement chanceux dans cette détection précoce, soit que nous sommes vraiment au seuil d'un second âge de découverte. »

Si la fraction d'étoiles avec une planète potentiellement habitable (η⊕, « eta-Earth » ou « êta-Terre » en français) est de l'ordre de quelques dizaines de pour cent, comme Vogt le propose, et que le voisinage solaire est un échantillon typique de notre galaxie, alors la découverte de Gliese 581 g dans la zone habitable de son étoile élève à plusieurs milliards le nombre de planètes comparables à la Terre dans notre seule Voie lactée,.